# Västervik
Västervik je grad u Švedskoj u sastavu županije Kalmar.

## Zemljopis
Grad se nalazi u istočnome dijelu južne Švedske na obalama Baltičkoga mora. 

## Stanovništvo
Prema podacima o broju stanovnika iz 2005. godine u gradu živi 20.694 stanovnika.

## Vanjske poveznice
- Službena stranica grada

### Ostali projekti
|  | Zajednički poslužitelj ima još gradiva o temi Västervik |